# Hospital Vélez Sarsfield
El  Hospital General de Agudos Dalmacio Vélez Sarsfield, conocido como Hospital Vélez Sarsfield, es un hospital público de la Ciudad Autónoma de Buenos Aires, Argentina.

## Historia
El hospital se fundó en 1914, por decreto del lntendente Municipal, Joaquín Anchorena, que designó al doctor Luis F. Pippo como su director, con antigüedad al 1 de enero y funcionaba en el edificio sito en Rivadavia 9677.
En 1911, el nosocomio se traslada a la propiedad de Fortunato Stelbizer, ubicada en la Av. Avellaneda 4113, esquina Gualeguaychú, donde permaneció durante más de tres décadas.
El 1949, se inaugura el nuevo Hospital y la Maternidad «Clara Alurralde de Lanús» en el edificio que hasta hoy ocupa, en la calle Pedro Calderón de la Barca 1548/50.

## Especialidades

### Adultos
| - Cardiología - Clínica Médica - Dermatología - Fisioterapia - Foniatría - Fonoaudiología - Gastroenterología | - Ginecología - Kinesiología - Neumonología - Obstetricia - Oftalmología - Oncología | - Otorrinolaringología - Proctología - Psiquiatría - Traumatología - Urología - Cirugía General |

### Especialidades pediátricas
| - Clínica Pediátrica - Neonatología - Psiquiatría - Cardiología - Neurología - Infectologia | - Dermatología - Neurología - Traumatología - Adolescencia - Ginecología | - Nutrición y Diabetes - Oftalmología - Estimulacion temprana - Fonoaudiologia - Psicopedagogia |

### Salud mental
- Infanto- Juvenil
- Personas adultas mayores (Psicoterapia individual, grupos de reflexión, trabajos corporales, grupo de medicación)